# Tiridate III di Armenia
Tiridate III (in armeno Տրդատ Գ.?, Trdat III; in latino Tiridates; 255 circa – 324) è stato re di Armenia (286-324). È noto per aver proclamato il Cristianesimo religione di stato dell'Armenia nel 301, facendo del proprio paese il primo stato cristiano della storia.

## Biografia
Figlio di Cosroe I di Armenia, venne portato presso i Romani quando il padre venne assassinato da un emissario del re sasanide Sapore I e Artavaside VI venne messo sul trono d'Armenia. Dopo essere stato educato ai costumi romani per trenta anni, venne posto sul trono del padre dall'imperatore romano Diocleziano all'inizio del suo regno. I Sasanidi rinnovarono la propria pressione per mettere sul trono armeno un sovrano loro favorevole, e alla fine Tiridate venne rovesciato da re Narsete e costretto a tornare una seconda volta alla corte degli imperatori romani, ma Galerio sconfisse Narsete e, con la pace del 298, ottenne il ritorno di Tiridate sul trono armeno.

## Culto
Dopo la sua morte la Chiesa Armena lo venerò subito come santo, mentre il Martyrologium Romanum al momento non ne riporta la memoria. Secondo invece l'autorevole Bibliotheca Sanctorum è festeggiato al 29 novembre.